# Kudai

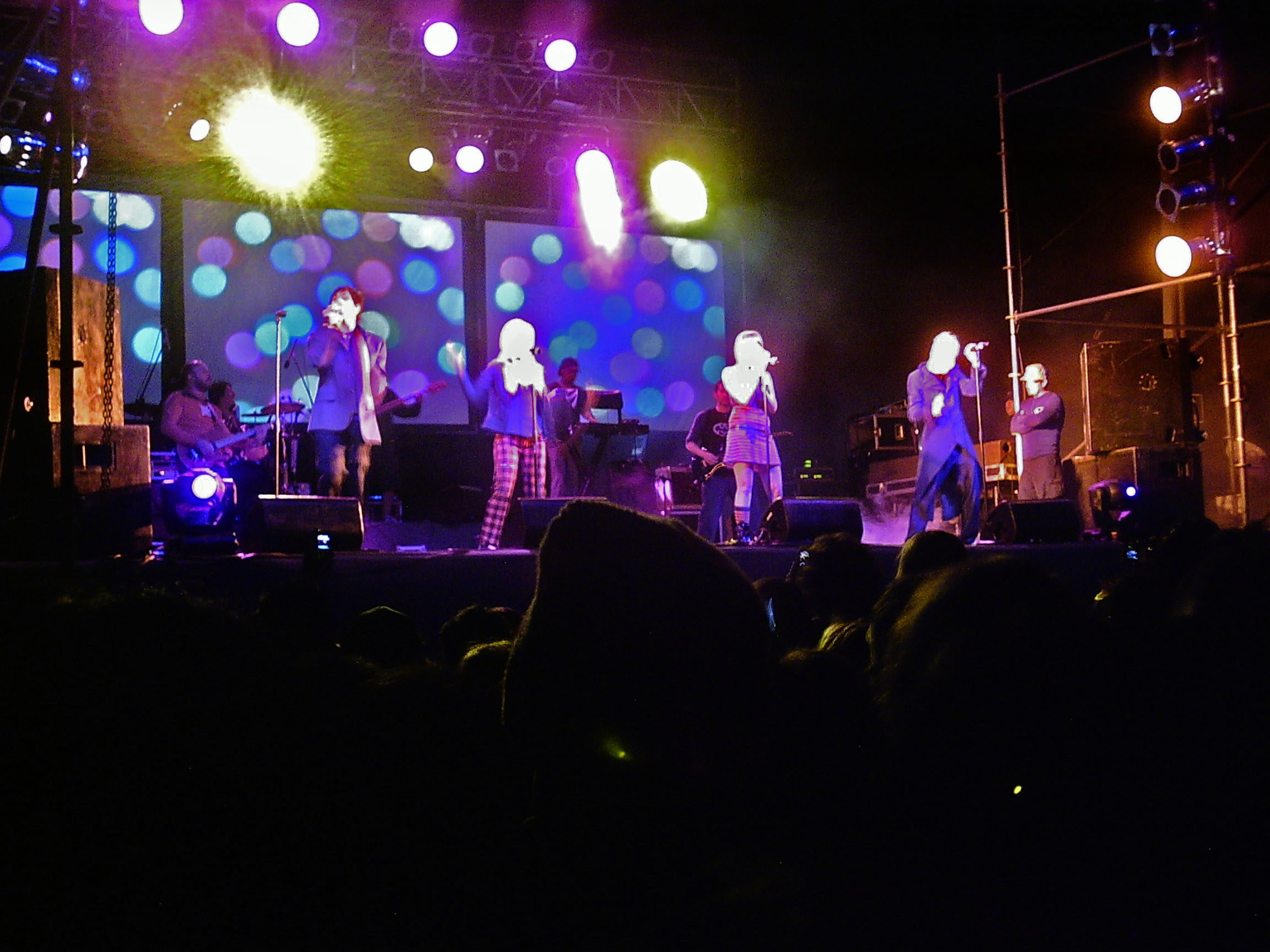
O poza unde arată formația "Kudai"

Kudai a fost o formație chiliană de pop rock și rock alternativ din Santiago de Chile (2004-2009). Membrii formației sunt:
- Pablo Holman
- Tomas Manzi
- Bárbara Sepúlveda
- Gabriela Villalba

## Discografie
- Vuelo (2004)
- Sobrevive (2006)
- Nadha (2008)